# Roberto Segatori
Roberto Segatori (Foligno, 1947) è un sociologo italiano.

## Biografia
Professore ordinario (fino al 2017) di Sociologia dei fenomeni politici all'Università di Perugia, dove ha diretto il Dipartimento Istituzioni e Società; è stato Coordinatore nazionale dei sociologi della politica dell’Associazione Italiana di Sociologia. 
Allievo di Franco Crespi, maestro di ispirazione weberiana e fenomenologica, Roberto Segatori si è progressivamente orientato verso un approccio storicista declinato in chiave semi-strutturalista sulle orme di Michel Foucault e Pierre Bourdieu. 
Al termine della sua carriera accademica, gli allievi e i colleghi italiani gli hanno dedicato il volume Potere e partecipazione politica. Scritti in onore di Roberto Segatori (a cura di G. Barbieri e M. Damiani, Soveria Mannelli, Rubbettino, 2020).

## Pubblicazioni principali
- Istituzioni e potere politico locale, Milano, Franco Angeli, 1992.
- Multiculturalismo e democrazia (con F. Crespi), Roma, Donzelli, 1996.
- L’ambiguità del potere. Necessità, ossessione, libertà, Roma, Donzelli, 1999.
- Professione e genere nel lavoro sociale (con P. Benvenuti), Milano, Franco Angeli, 2000.
- I Sindaci. Storia e sociologia dell’amministrazione locale in Italia dall’Unità ad oggi, Roma, Donzelli, 2003.
- L’amministrazione sta cambiando? Una verifica dell’effettività dell’innovazione nella pubblica amministrazione (con F. Merloni e A. Pioggia), Milano, Giuffrè, 2007.
- Mutamenti della politica nell’Italia contemporanea, 2 Voll. I. Leader, partiti e movimenti. II. Governance, democrazia deliberativa e partecipazione politica (con G. Barbieri), Soveria Mannelli, Rubbettino, 2007.
- Governance e partecipazione politica. Teorie e ricerche sociologiche (con E. D’Albergo), Milano, Franco Angeli, 2012.
- Sociologia dei fenomeni politici, Roma-Bari, Laterza, 2012
- Popolazioni mobili e spazi pubblici. Perugia in trasformazione, Milano, Franco Angeli, 2014.
- La libertà possibile. Sociologia dell’autonomia umana, Milano, Franco Angeli, 2016.
- Religione e santi in Umbria. Esercizi di sociologia, Perugia, Morlacchi, 2020.[2]